# Sokoi
Sokoi is een bestuurslaag in het regentschap Pelalawan van de provincie Riau, Indonesië. Sokoi telt 1591 inwoners (volkstelling 2010).